# Большой Ближний Восток
Большо́й Бли́жний Восто́к (англ. Greater Middle East) — политический и географический термин, используемый с 1980 года. Помимо традиционных арабских стран Ближнего Востока включает в себя также Иран, Турцию, Афганистан, Пакистан, и ещё ряд мусульманских стран центрально-восточного района, страны Магриба, Израиль, а также иногда ряд стран Центральной Азии, Кавказ, Кипр, и Мальту.

## Арабское регионоведение
Средневековые арабские географы и историки делили арабские страны на страны Магриба и страны Машрика, таким образом охватывая практически все земли, которые современные западные геостратегии причисляют к Большому Ближнему востоку.

## Критика
Идея «Большого Ближнего Востока», которая должна соединить различные регионы мусульманских стран подверглась критике со стороны[чьей?]. По мнению редакторов еженедельного выпуска «Аль-Ахрам» новое объединение никак не решит все многочисленные ближневосточные конфликты. А также идеологическое объединение стран на равных правах подразумевает само собой независимость Палестины и Курдистана. Что делает невозможным воплотить данную идею в нынешней ситуации. Доминик де Вильпен считает, что подход к объединению Ближнего Востока должен быть плавным и глобальным а не спонтанным, так как политическая и экономическая ситуация во всех странах разная. Нужно учитывать также социальные, культурные, образовательные аспекты и степень безопасности в разных регионах.
Другая распространенная версия оппонентов относится к утверждению англо-американо-израильских намерений выполнить военную «дорожную карту», сводившееся к созданию дуги нестабильности, которая должна протянуться от Ливана и Палестины до Сирии, Ирака, Персидского Залива, Ирана вплоть до границ Афганистана, где до осени 2021 года располагались натовские гарнизоны.

## Новый Ближний Восток
Большой Ближний Восток также иногда ошибочно называют «Новым Ближним Востоком». Термин «Новый Ближний Восток» был впервые явлен миру в книге бывшего премьер-министра Израиля Шимона Переса «Новый Ближний Восток» (1993). Он изложил в общих чертах плоды многолетних разработок ведущих израильских экономистов и учёных, осуществленных при поддержке американских и частично европейских институтов. Задачей данного проекта является создание сильного еврейского государства в сердце арабского мира и за счёт его ресурсов. Именно так следует понимать слова бывшего израильского руководителя: «Перед Израилем стоит жесткий выбор: быть Великим Израилем на основе численности управляемых палестинцев и площади оккупированных территорий, или же быть Великим на основе объема рынка, который он охватывает». Особенностью интеграционных процессов на Ближнем Востоке является предложение использовать отличную от существующих модель интеграционного объединения. Программа «Новый Ближний Восток» представляет собой создание зоны свободной торговли на территориях, граничащих с Израилем, с последующим распространением на весь ближневосточный регион. Помимо развития торговых связей и ликвидации экономических и внеэкономических ограничений, предусматривается развитие полноценного экономического сотрудничества между странами-участницами в интересах сбалансированного развития и преодоления исключительно сырьевого участия в международном разделении труда. Термин был призван заменить устаревшее и несколько навязшее понятие «Большой Ближний Восток». Это изменение политической фразеологии совпало по времени с церемонией ввода в действие нефтяного терминала Баку — Тбилиси — Джейхан в Восточном Средиземноморье. Этот термин, равно как и концептуализация «Нового Ближнего Востока», вскоре были официально приняты на вооружение государственным секретарем США и премьер-министром Израиля в самый разгар спонсируемой американцами и англичанами осады Ливана. Премьер-министр Эхуд Ольмерт и государственный секретарь Кондолиза Райс проинформировали мировые СМИ, что реализация проекта «Нового Ближнего Востока» началась с Ливана.
Бывший американский советник по национальной безопасности Збигнев Бжезинский считал, что странами нового ближнего востока дополнительно должны были стать Евразийские Балканы, а также: Южный Кавказ (Азербайджан, Армения, Грузия), и Центральная Азия (Казахстан, Узбекистан, Кыргызстан, Туркменистан, Афганистан, Таджикистан).